# Фоси дела Корте (Авелино)
Фоси дела Корте је насеље у Италији у округу Авелино, региону Кампанија.
Према процени из 2011. у насељу је живело 31 становника. Насеље се налази на надморској висини од 708 м.